# هيلين كورديليا آنجيل
هيلين كورديليا آنجيل (بالإنجليزية: Helen Cordelia Angell)‏‏ (يناير 1847 - 8 مارس 1884 في كنزينغتون) رسامة من المملكة المتحدة لبريطانيا العظمى وأيرلندا.